# Замок Вленьский Грудэк
Замок Вленьский Грудэк (пол. Zamek Wleński Gródek, нем. Lehnhaus) — замок, расположенный на Замковой горе (383 метра над уровнем моря) в приселке Вленьский Грудэк, являющемся частью небольшого села Лупки в гмине Влень Львувецкого повята Нижнесилезского воеводства.
Замок является самым старым каменным замком в Силезии и одним из старейших замков на территории Польши.

## История

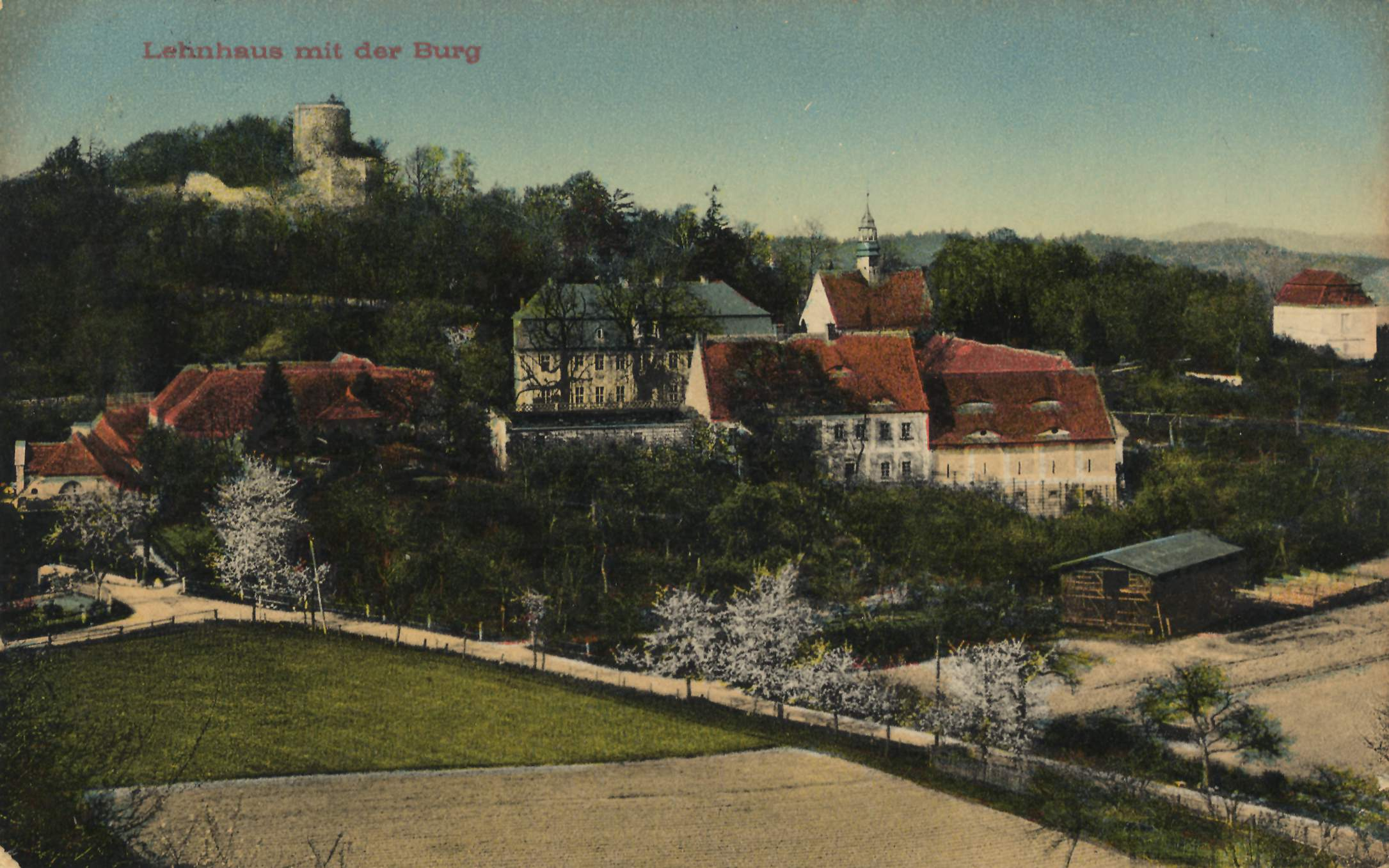
Вид замка на старой почтовой открытке

Замок был построен на месте существующего деревянно-земляного замка, который Болеслав III Кривоустый в 1108 году сделал каштелянским. В папской булле Адриана IV 1155 года замок упоминается как «castrum Valan». Возведение первой каменной постройки здесь приписывается князю Болеславу I Долговязому. Она была построена в конце XII века и состояла с шестигранной башни и стен вокруг нее. В начале XIII века в замке часто бывал, вместе со своей супругой Ядвигой (которая стала святой и считается покровительницей Силезии), князь Генрих I Бородатый. Он достроил к замку жилую башню и 9-метровую часовню. Вскоре шестигранная башню была перестроена в округлую с диаметром 12 метров и толщиной стен до 3 метров. Башня сохранилась до нашего времени, ее высота на сегодняшний день составляет 12 метров.
В середине XIII замок понравился сыну Генриха II Набожного Болеславу II Рогатке, известному своей авантюрной жизнью. Именно в башне замка он заточил в 1257 году вроцлавского епископа Томаша I, а в 1277 году — его племянника, вроцлавского князя Генриха IV Праведного. В середине XIV века, при господстве свидницко-яворского князя Болеслава II Малого, замок был в очередной раз расширен, появился так называемый средний замок. После смерти Болеслава II, его вдова, княгиня Агнешка передала в 1368 году замок в ленное владение рыцарскому роду фон Зедлицев. В 1377 году владельцем замка стал Тимо фон Колдиц, который его расширил и укрепил. В 1428 году во время восстания гуситов повстанцы безуспешно держали замок в осаде.
В течение последующих лет владельцы замка часто менялись и не заботились о здании. С 1465 года им владел рыцарь-разбойник Ганс фон Зедлиц, который не жалел даже жителей Влени. В 1567—1574 годах замок восстановил следующий его владелец — Себастиан Зедлиц. Работами руководил архитектор Георг дер Валих. Защитные свойства укрепления увеличили благодаря повышению стен и башни. Новым владельцем замка в 1581 году стал Себастиан фон Шаффгоч, а в 1605 году — Конрад фон Зедлиц, который тоже прославился угнетением местного населения. Требовал от него различную дань и услуги, а в случае отказа заключал бургомистра городка в темницу.
Во время Тридцатилетней войны замок несколько раз осаждали и захватывали шведские и императорские войска. Наконец, в 1646 году был взорван и с тех пор оставался в руинах. После войны, новым владельцем замка стал полковник короля Франции Людовика XIII Адам фон Каульхаус. Однако он решил не восстанавливать разрушенный замок, а взамен построил на склонах замковой горы новый дворец, в котором жил. В XVIII веке замок купил граф Грюнфельд, а после его смерти в 1804 году он перешел в собственность рода Гауговицев, которая владела замком вплоть до Второй мировой войны.

## Современное состояние
В 2005 году, после обвала камней с башни, замок был закрыт для посещения. 9 апреля 2006 года из-за отсутствия укреплений обвалилась юго-западная стена, а башня сильно наклонилась. С июня по июль 2009 года были начаты восстановительные работы, благодаря которым были восстановлены стены и укреплена башня. После реконструкции замок снова открыт для посещения туристами.

## Галерея

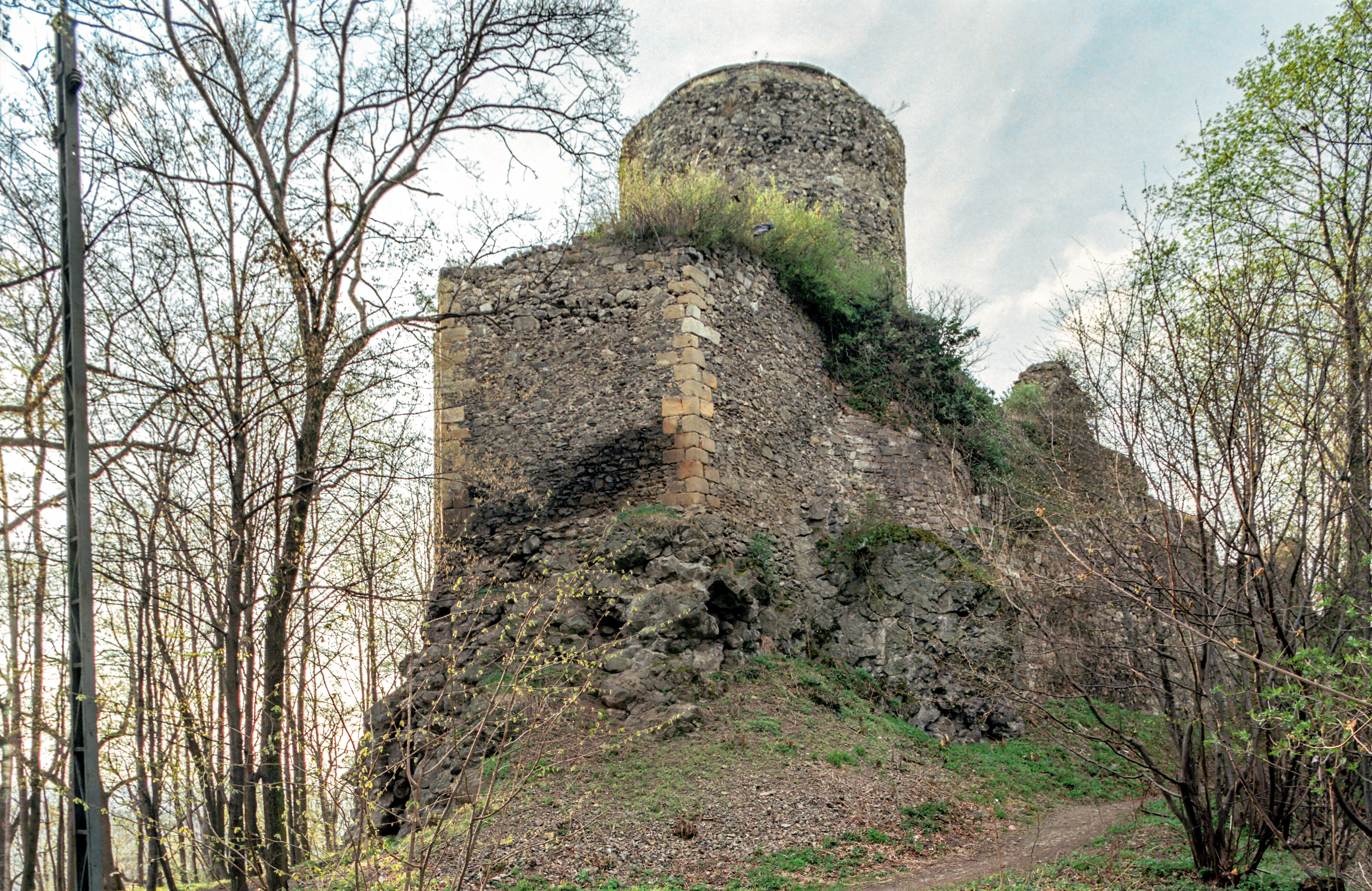
Шестиугольная башня - самая старая часть каменного замка
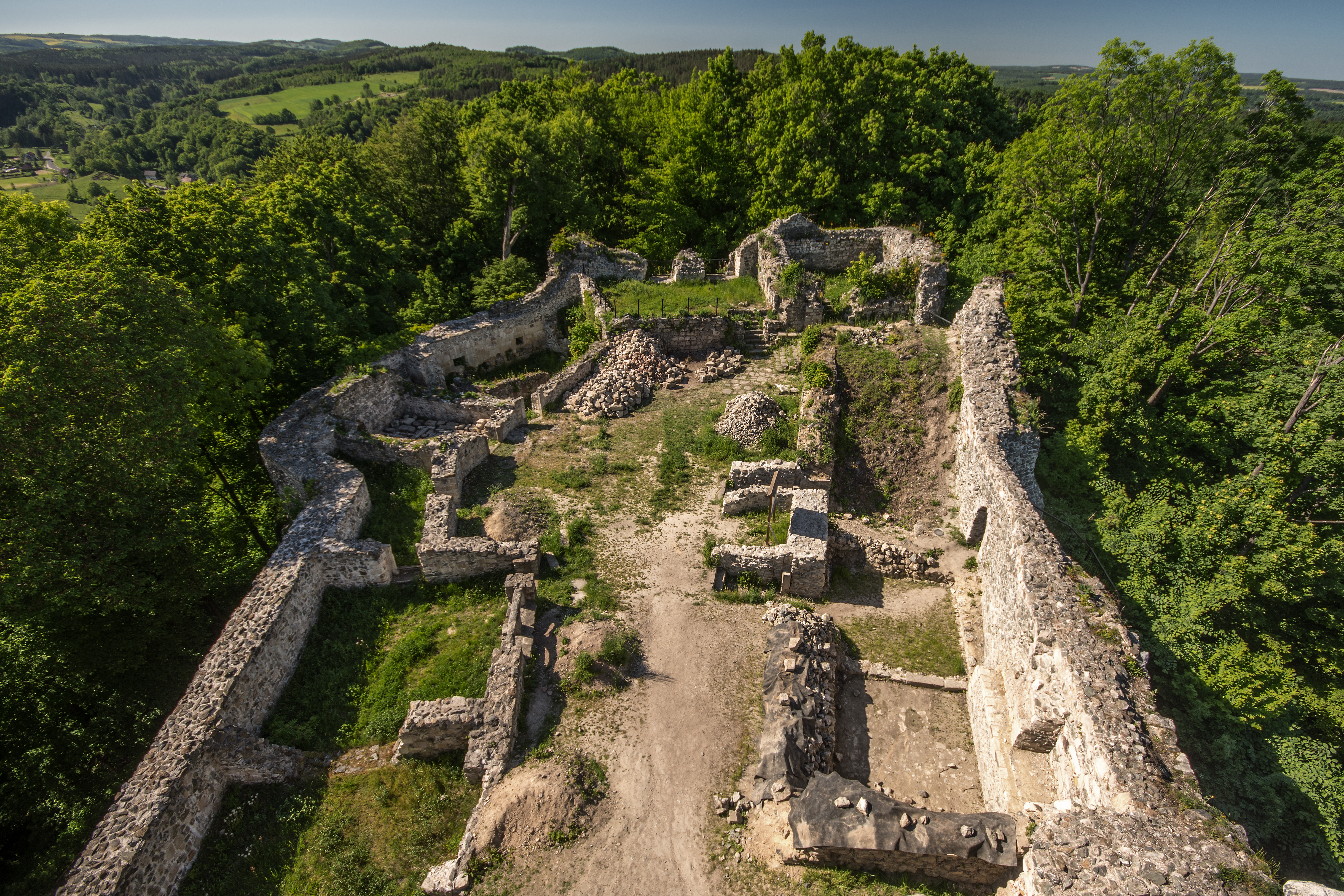
Вид с башни замка. Справа - въезд, слева в глубине остатки домов в романском стиле.
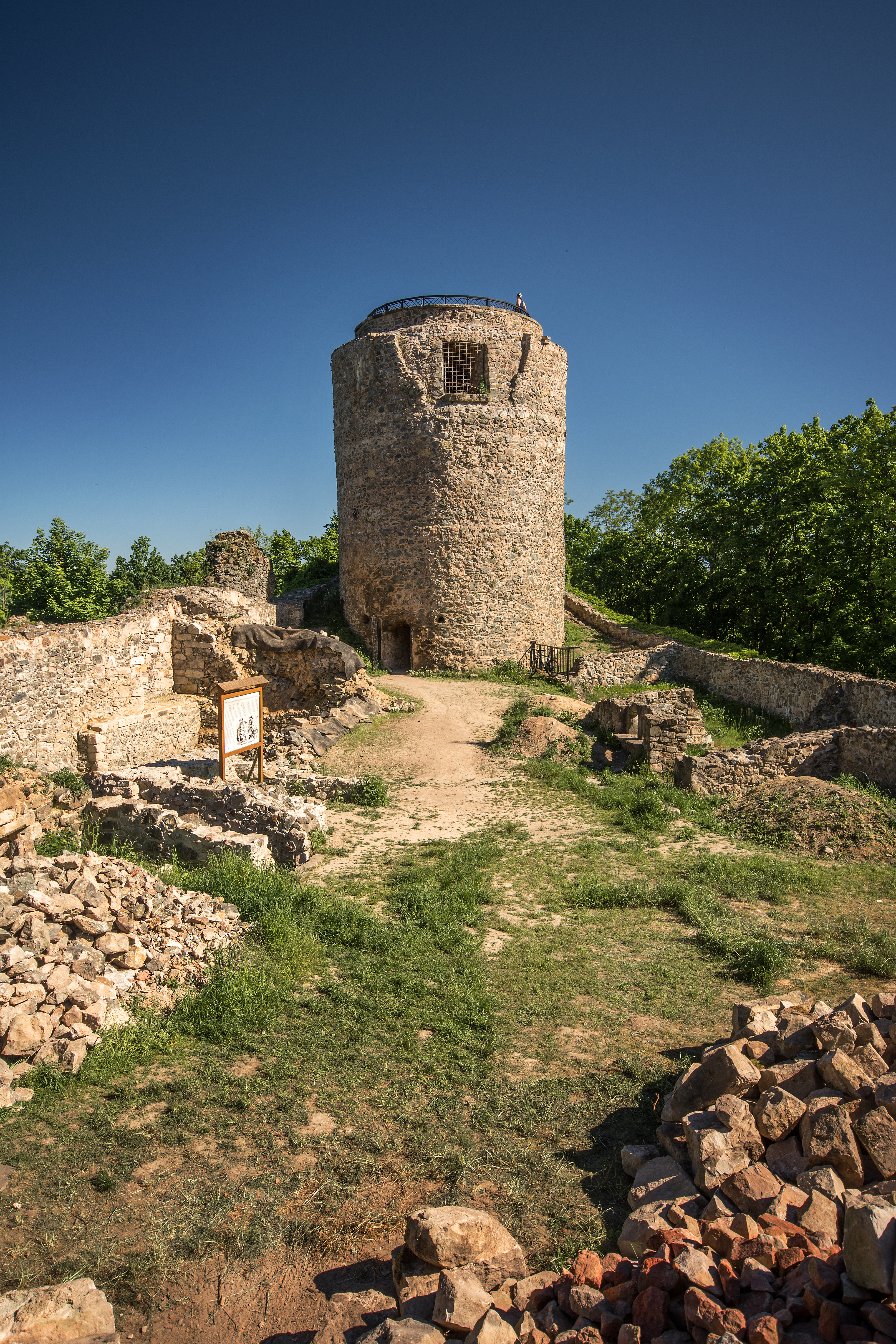
Башня замка
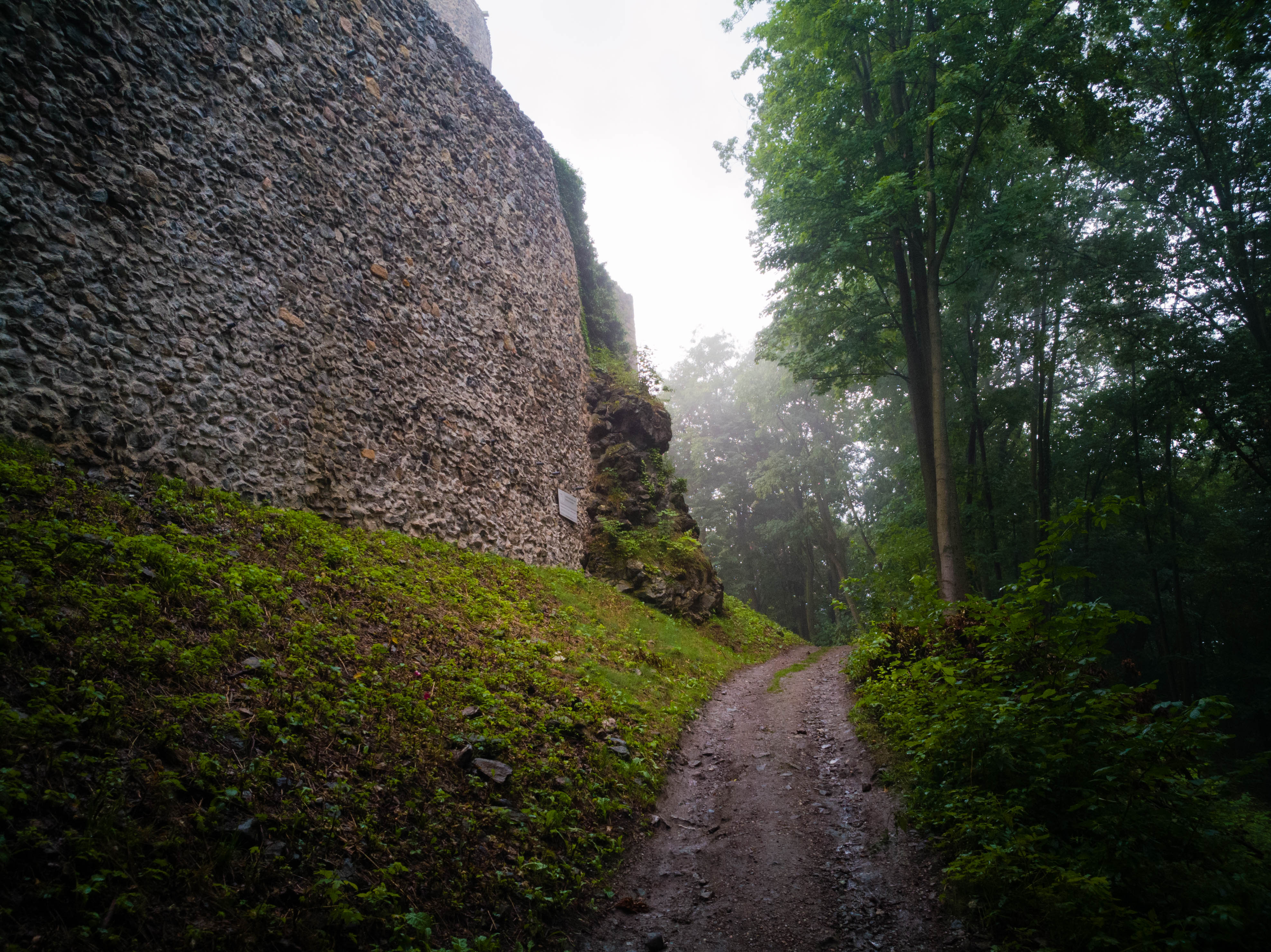
Замковые стены
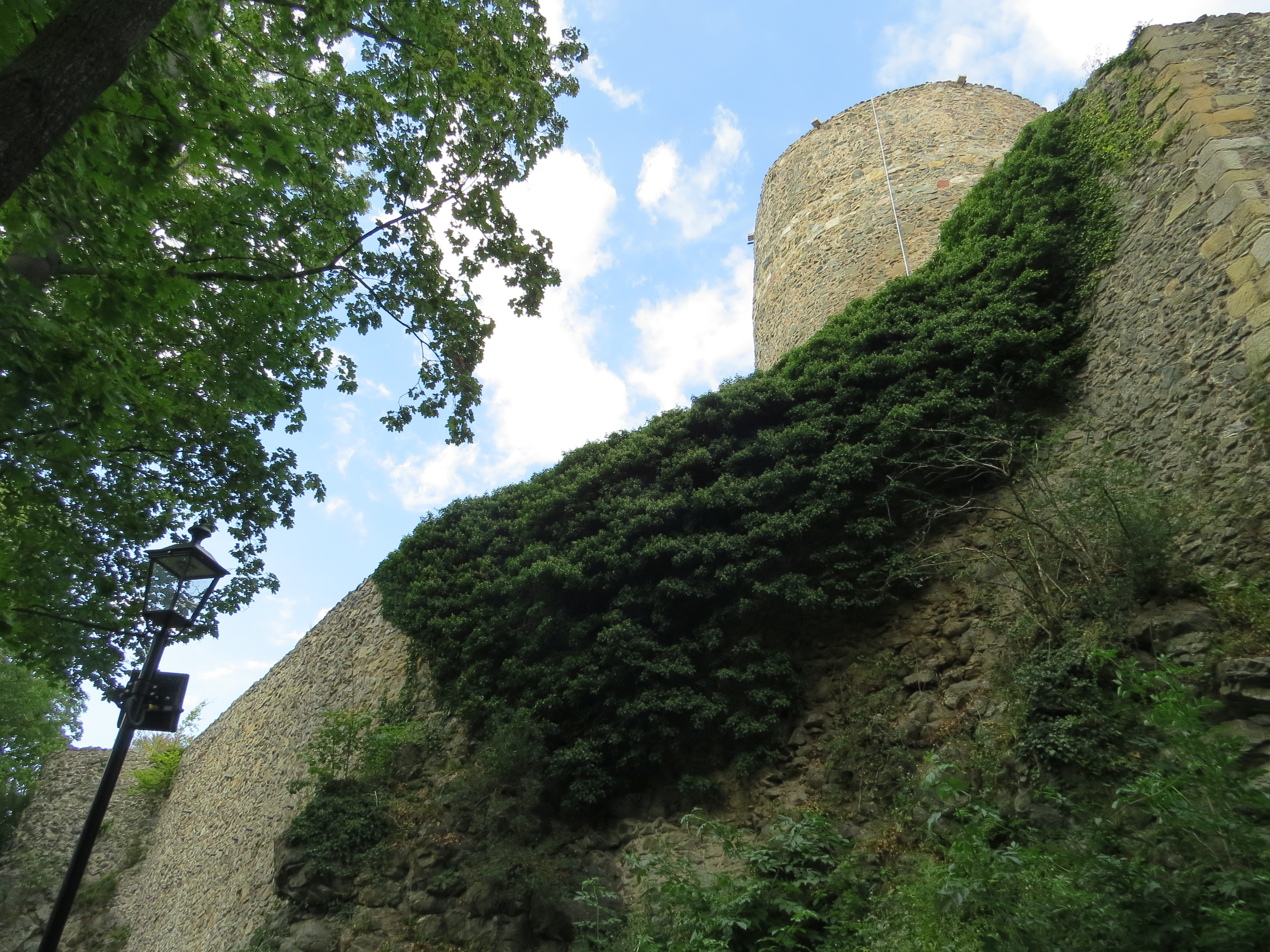
Замковые стены и башня
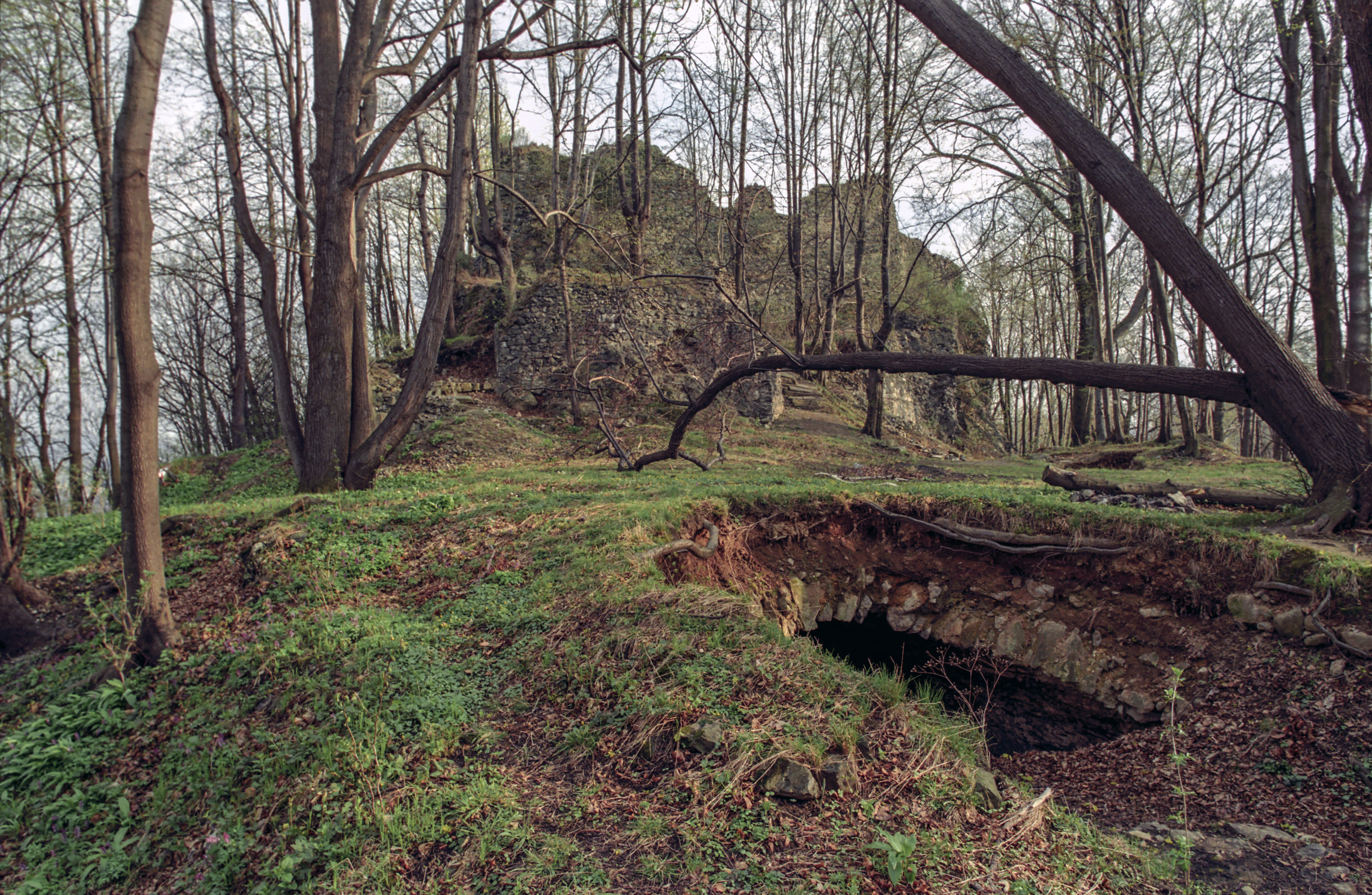
Вид замка с севера